# アレックス・モールトン
アレックス・モールトンは、

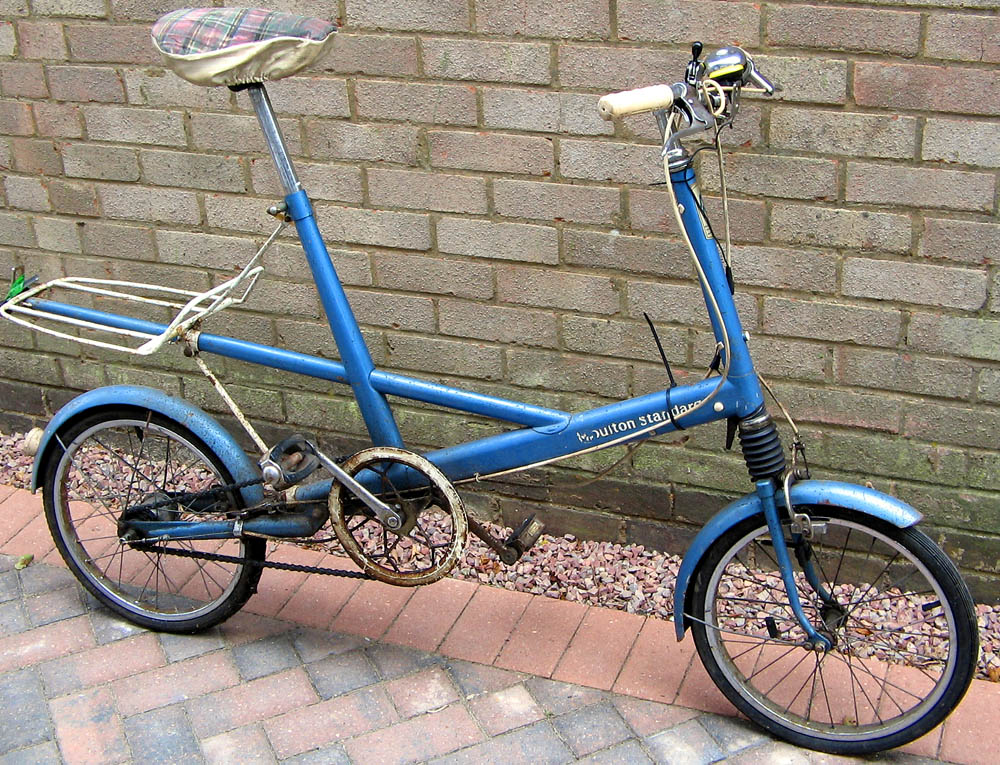
初期のモールトン・バイシクル

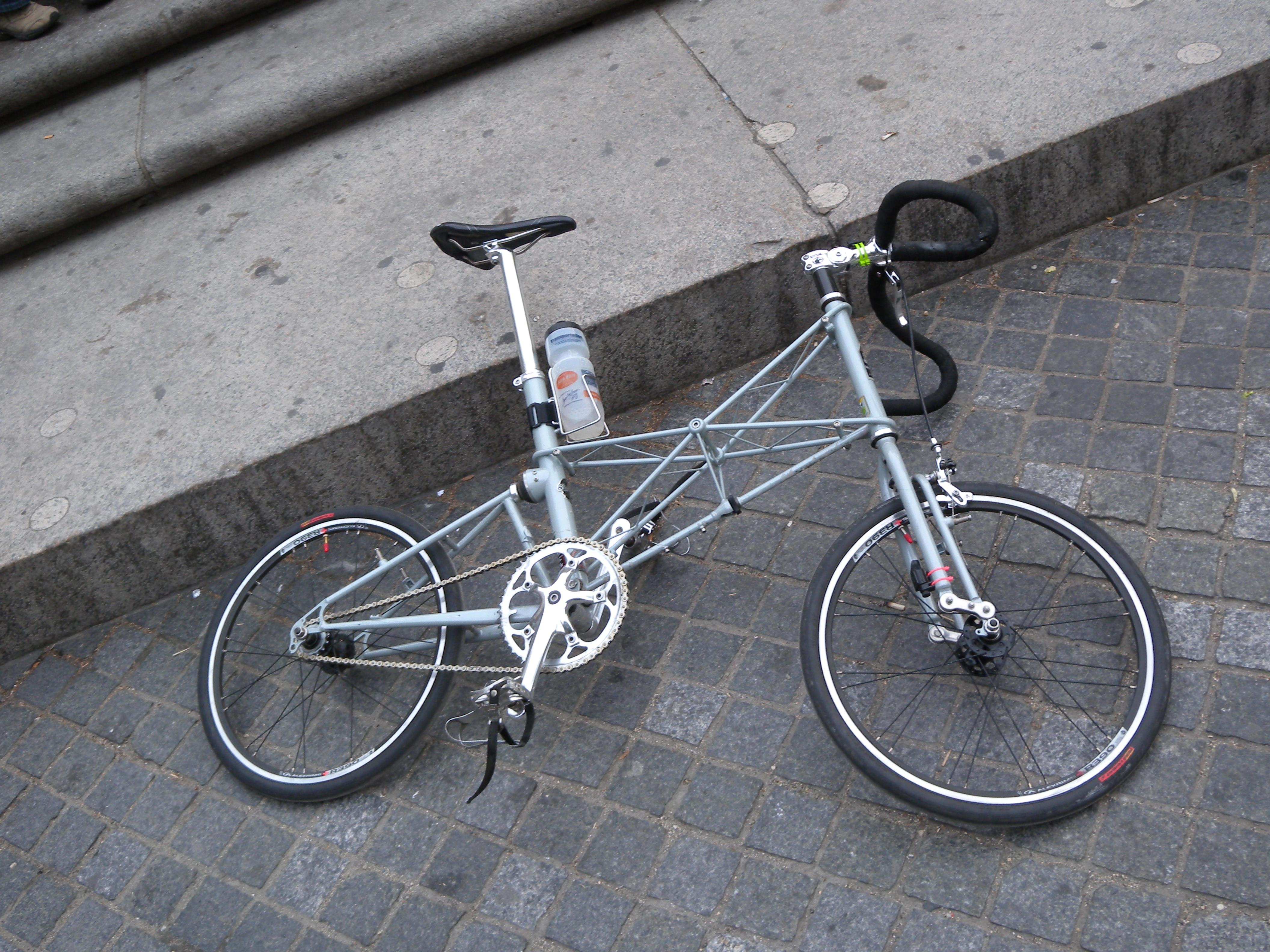
現在のトラスフレームのモールトン・バイシクル

1. イギリスの技術者、アレックス・モールトン（Alexander Eric Moulton CBE 、1920年4月9日 - 2012年12月9日）
2. 1が1962年に立ち上げた小径自転車メーカー、アレックス・モールトン・バイシクルズ、およびそのブランドである。

## 経歴
技術者としてのモールトンの出発点となったのは、曾祖父スティーヴン・モールトンが興したゴム製品の製造会社がジョージ・スペンサーと合併してできた「ジョージ・スペンサー・モールトン・アンド・カンパニー」である。
モールトンは第二次世界大戦中Bristol Aeroplane Companyで、軍用機用エンジンの設計に従事した。戦後、鉄道車両のサスペンション部品などのゴム部品を製造する家族経営の会社に入社。モールトンはそのゴムを自動車用のゴム製サスペンションシステムに応用することを思いつく。1950年にジョージ・スペンサー・モールトン・アンド・カンパニーをエイヴォン・タイヤに売却した後、新たにモールトン・デヴェロップメンツを興して友人のアレック・イシゴニスと共アルビス用サスペンションの開発を行うが製品化には至らなかった。その後イシゴニス設計によるBMC(British Motor Corporation)の歴史的名車ミニのサスペンション開発を行った。このサスペンションは自動車用のサスペンションとしては極めて珍しくラバーコーン（ゴム製部品）をバネに用いたものであった。その他、1958 年のオフロード車オースティン・ジプシー用の「フレキシター」ラバースプリングの設計や、オースティン・マキシ、オースティン・アレグロ、プリンセス、ローバー・メトロなどの後のブリティッシュ・レイランド車、そしてその後のローバー グループのMG Fスポーツカーで使用されるハイドロラスティックおよびハイドラガスサスペンション システムの改良などを行なった。
1956年のスエズ動乱以降石油資源の問題に関心を持つようになり、1962年に「アレックス・モールトン・バイシクルズ(en:Moulton_Bicycle)」を設立して小径の高圧タイヤに独自のゴムサスペンションを持ち、ハンドルポスト・サドルポスト・メインフレームの形状からFフレームと呼ばれるフレームを持つ小径車「モールトン・バイシクル」を開発した。この自転車は世界初の小径車であり、世界初の本格的なフルサスペンションを持つ自転車でも有るとされる。モールトンは自社の自転車の特徴として、スカートを履いた女性でも跨ぐことができるユニセックスフレーム、荷物の積載性の高さ、分割して自動車に積め小径車なので保管スペースが少ない空間効率の高さ、小径車による乗り心地の悪化をサスペンションで補っていること等を挙げている。同社はイギリス第二位の自転車会社にまで成長したが、1960年代末には同社をラレー自転車（英語: Raleigh Bicycle Company ）に売却した。
1976年、大英帝国勲章(CBE)を授与される。
1980年代に入るとラレーが棚晒しにしていたモールトン・バイシクルの権利を買い戻し、再びモールトン小径車の製造販売を開始した。モデルは小径・高圧タイヤという部分は同じだが、外見は以前のモデルと大幅に異なる特徴的なトラスフレームを採用し、溶接等の手作業部分を多く含むものである。1990年代にはパシュレー（en:Pashley Cycles ）とブリヂストンにライセンスを供与し、この両社からもアレックス・モールトンのデザインによるモールトン小径車が製造販売されるようになる。パシュレー生産のものはパシュレー・モールトンと呼ばれ、アレックス・モールトン同様のトラスフレームだがサスペンションや一部の部品を簡略化することでコストを抑えており、ブリヂストンから販売されているものは ブリヂストン・モールトンと呼ばれ、初期のアレックス・モールトンのようなFフレームを模したモデルである。
2012年12月9日、死去。92歳没。
死後モールトンの遺言により、イギリスの文化財である第1級建造物に指定されているThe Hall、それに加えて資産、土地、別棟、コテージは慈善信託に寄贈された。信託は慈善法人アレックス・モールトン・チャリタブル・トラストとして運営されている。

## 注
1. ↑  ゴムの加硫硬化技術を考案して特許を取得し、イギリスのゴム産業の礎を築いた。
2. ↑  “原点を見つめ、革新するエンジニア”
3. ↑  Dr Alex Moulton Dies BikeRadar 2012年12月11日閲覧
4. ↑  “The Alex Moulton Charitable Trust”. 2024年4月29日閲覧。